# رابرت فاکسوورث
رابرت فاکسوورث (انگلیسی: Robert Foxworth؛ زادهٔ ۱ نوامبر ۱۹۴۱) یک بازیگر سینما، کارگردان، هنرپیشه، و صدا پیشه اهل ایالات متحده آمریکا است. وی از سال ۱۹۶۹ میلادی تاکنون مشغول فعالیت بوده‌است.

## گزیده فیلمشناسی
از فیلم‌ها یا برنامه‌های تلویزیونی که وی در آن نقش داشته‌است می‌توان به آثار زیر اشاره کرد.
- ۱۹۷۳: هاوایی فایو-او as Dr. Eric Fowler
- ۱۹۷۵: "توپ" در نقش Lanny McCrea
- ۱۹۷۷: فرودگاه ۷۷ در نقش Chambers
- ۱۹۷۸: دیمین: طالع نحس ۲ در نقش Paul Buher
- ۱۹۷۹: پیشگویی در نقش Rob
- ۱۹۸۹: ورای ستارگان
- ۱۹۹۷–۲۰۰۳: نظم و قانون در نقش Dr. Frederick Barrett / Professor Charles Evans
- ۲۰۰۰–۲۰۰۵: نظم و قانون: واحد قربانیان ویژه در نقش Dr. Lett / Dr. Ben Hadley
- ۲۰۰۱–۲۰۰۳: شش فوت زیر زمین (۶ قسمت) در نقش Dr. Bernard Chenowith
- ۲۰۰۳: ارمیا در نقش President Emerson
- ۲۰۰۳: دروازه ستارگان اس‌جی-۱ در نقش Chairman ashwan
- ۲۰۰۴: پیشتازان فضا: انترپرایز - "The Forge" در نقش Administrator V'Las
- ۲۰۰۵: نظم و قانون: واحد قربانیان ویژه در نقش Dr. Lett / Dr. Ben Hadley
- ۲۰۰۵: سیریانا در نقش Tommy Barton
- ۲۰۰۵: بال غربی در نقش Senator George Montgomery
- ۲۰۰۶: استخوان‌ها در نقش Branson Rose
- ۲۰۰۶: برادران و خواهران در نقش Harry Packard
- ۲۰۰۶: بوستون لیگال در نقش Judge Simon Devon
- ۲۰۰۷: تبدیل‌شوندگان در نقش Ratchet (صداپیشه)
- ۲۰۰۷: عروس را ببوس در نقش Wayne
- ۲۰۰۹: تبدیل‌شوندگان: انتقام فالن در نقش Ratchet (صداپیشه)
- ۲۰۱۱: تبدیل‌شوندگان: نیمه تاریک ماه در نقش Ratchet (صداپیشه)
- ۲۰۱۴: تبدیل‌شوندگان: عصر انقراض در نقش Ratchet / Leadfoot (صداپیشه)